# Henrik Malberg
Henrik Malberg (Aarhus, 4 december 1873 – 28 september 1958) was een Deens toneel- en filmacteur. Bij het grote publiek is hij voornamelijk bekend door zijn vertolking van Morten Borgen in Ordet in 1955.

## Carrière
Henrik Malberg werkte initieel als mecanicien. Hij maakte zijn debuut op de planken in 1896, en in 1910 op het witte doek. In 1930 had hij een rol in de eerste Deense gesproken film, Præsten i Vejlby. In 1955 speelde hij zijn bekendste rol in Ordet, een gevierd religieus drama van de hand van Carl Theodor Dreyer.